# Национални пут Јапана 332
Национални пут Јапана 332 је Национални пут у Јапану, пут број 332, који спаја градове Наха и Наха, укупне дужине 3,1 км.